# Алонакија
Алонакија (грч. Αλωνάκια) је насељено место у општини Кожани у периферији Западна Македонија, Грчка. Према попису из 2021. године било је 314 становника.
Према бугарском географу и историчару, Василу Канчову, у Алонакији је 1900. године живело 550 Турака. Године 1923. турско становништво је принудно исељено у Турску а на њихово место су насељене грчке избегличке породице, којих је на попису из 1928. године било 814. Село се раније звало Сари Ханлар.